# O' Horten
O' Horten är en norsk dramakomedifilm från 2007 i regi av Bent Hamer och med Baard Owe i huvudrollen. Den handlar om en lokförare som på sin pensionsdag hamnar i en rad besynnerliga situationer i Oslo.
Filmen visades i Un certain regard vid filmfestivalen i Cannes 2008 där den vann jurypriset från Palm dog-juryn, som belönar de bästa skådespelarinsatserna från hundar. I Norge tilldelades den Filmkritikerpriset samt Amandapriset för bästa manliga biroll (Espen Skjønberg) och bästa ljuddesign (Petter Fladeby). Den var också nominerad till Amanda för bästa film, regi, foto, klippning och scenografi.

## Medverkande
- Baard Owe som Odd Horten
- Espen Skjønberg som Trygve Sissener
- Henny Moan som Svea
- Kai Remlov som Steiner Sissener
- Ghita Nørby som Fru Thøgersen
- Trond-Viggo Torgersen som Opsahl